# The Last Journey
The Last Journey (Alternativtitel: The Last Journey – Die letzte Reise der Menschheit; Originaltitel: Le Dernier Voyage de Paul W.R.) ist ein Science-Fiction-Film von Romain Quirot, der im September 2020 beim Angoulême Francophone Film Festival erstmals vorgestellt wurde und Mitte Oktober 2020 beim Sitges Film Festival seine internationale Premiere feierte. Es handelt sich um die Fortsetzung von Quirots Kurzfilm Le Dernier Voyage de l’énigmatique Paul W.R. in Spielfilmlänge.

## Handlung
In naher Zukunft haben die Temperaturen auf der Erde neue, unerträgliche Höhen erreicht. Die meisten Wildtierarten sind ausgestorben, und Hunderte Millionen Menschen sind zu Klimaflüchtlingen geworden, während die weltweiten Öl-, Kohle- und Gasreserven erschöpft sind. Vor einiger Zeit war ein neuer Planet am Himmel erschienen. Die Menschheit hatte große Anstrengungen unternommen, dorthin zu gelangen und das Mineral Lumina abzubauen, das die Wissenschaft revolutionierte. Das hyperenergetische Element machte alle anderen Energiequellen auf der Erde überflüssig. Da sich der Planet nun auf Kollisionskurs mit der Erde befindet, kann nur ein Mann die Welt retten. Sein Name ist Paul W.R. Der Astronaut verschwand jedoch wenige Stunden vor Beginn einer geplanten Rettungsmission einige Zeit zuvor spurlos. Seitdem wird er unerbittlich von den verzweifelten Menschen gejagt.
Durch einen Unfall ist Paul in der Lage, die Gedanken der Menschen um ihn herum zu lesen, und er hat seine Gründe, warum er nicht will, dass der Planet zerstört wird, obwohl die ökologische Katastrophe kurz bevorsteht. Er kreuzt den Weg von Elma, und gemeinsam machen sich Paul und der Teenager mit dem explosiven Temperament durch die Wüste, zu der Frankreich geworden ist.

## Produktion

### Stab und Kurzfilmvorlage

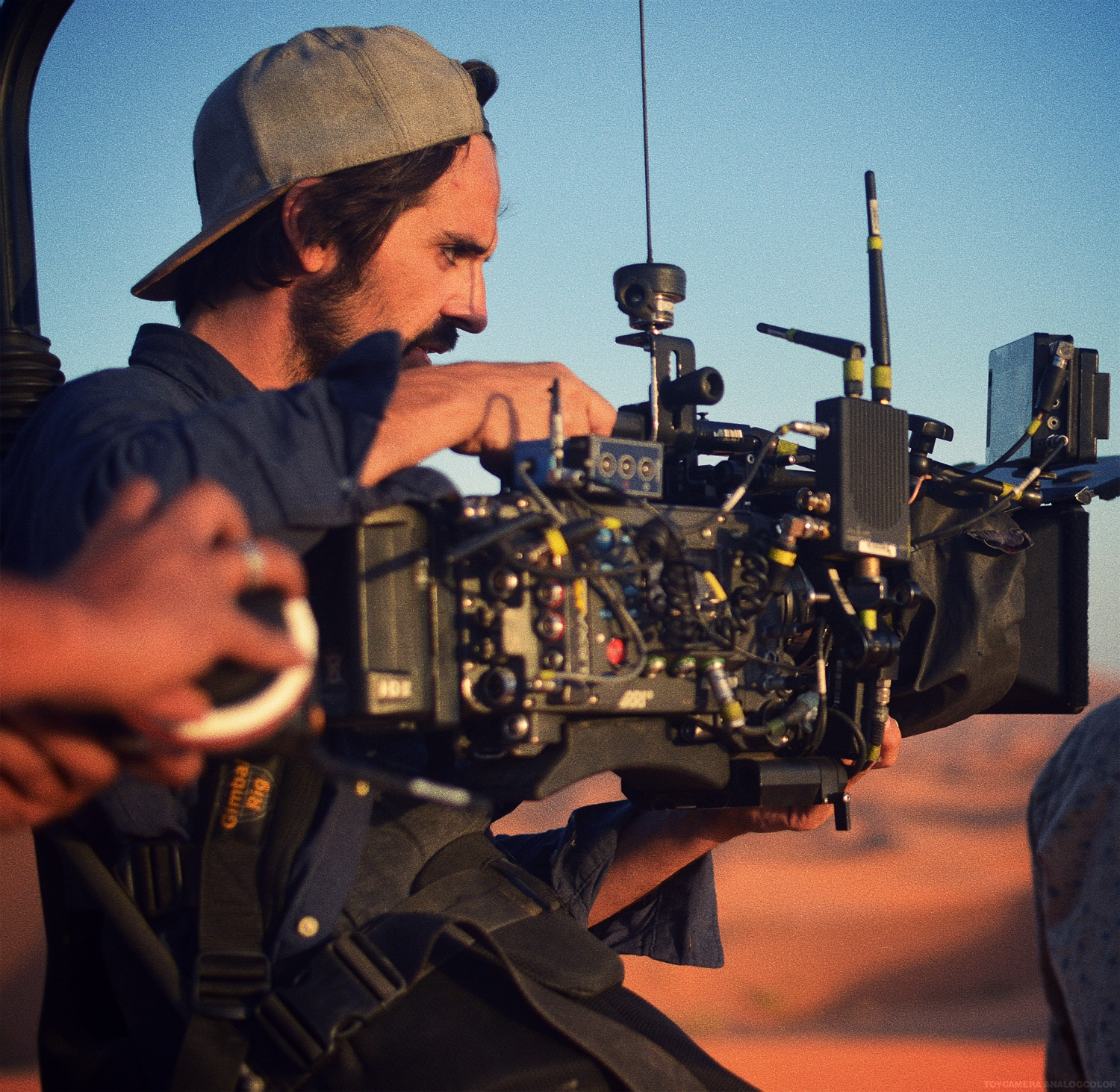
Der Regisseur Romain Quirot 2019 bei den Dreharbeiten

Regie bei dem Low-Budget-Science-Fiction-Film führte Romain Quirot. Die Prämisse und die Figur Paul W.R. verwendete er bereits in seinem Kurzfilm Le Dernier Voyage de l’énigmatique Paul W.R., der im April 2016 beim Tribeca Film Festival seine internationale Premiere feierte. Der Film wurde beim Berlin Short Film Festival als bester Science-Fiction-Kurzfilm ausgezeichnet. Quirot wurde bei der Überarbeitung des Drehbuchs und der Erweiterung der Geschichte für den Spielfilm von Laurent Turner und Antoine Jaunin unterstützt.
Der Regisseur begab sich für die Spielfilmadaption wieder in das Universum von Paul W.R. und fügte Elemente eines Roadmovie und die Figur des Teenagers Elma hinzu. Gegenüber Bulles de Culture erklärte Quirot, Elma sei eine der Figuren, denen er sich am nächsten fühlt, die von einer im Zusammenbruch befindlichen Welt umgeben ist und einen verzweifelten Vater hat, der an nichts mehr glaubt. Er sei bei der Figur von den jungen Menschen von heute inspiriert worden, die versuchen in einer veränderten Welt ihren Platz zu finden.

### Besetzung und Dreharbeiten

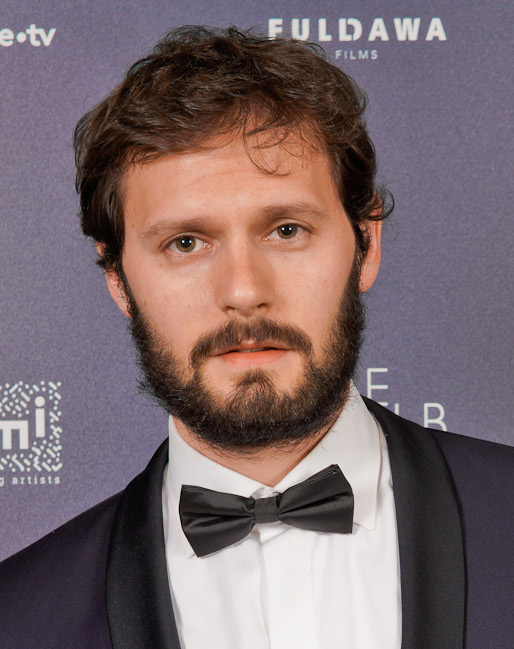
Hugo Becker spielt in der Titelrolle Paul W.R.

Wie in dem Kurzfilm spielt Hugo Becker in der Titelrolle den einzigen verbliebenen Astronauten Paul W.R., während die Nachwuchsschauspielerin Lya Oussadit-Lessert die ihm an die Seite gestellte junge Elma spielt. Becker erklärte, es sei wichtig gewesen, dass Paul W.R. jemanden trifft, der ihn zum Nachdenken bringt, den er aber gleichzeitig beschützen muss. So fungierten die beiden als gegenseitige Schutzschilde, jedoch auf unterschiedliche Weise. Paul sei ein verlorener Charakter, der einen Blick von außen brauche, um klar zu sehen. Elma hingegen brauche eine Familie, weil sie keinen Vater mehr hat. In weiteren Rollen sind Jean Reno als Henri W.R., Paul Hamy als Eliott W.R., Bruno Lochet als Cesar und Emilie Gavois-Kahn in der Rolle von Simone zu sehen.
Die Dreharbeiten fanden in Paris und in der Stadt Ouarzazate im Süden Marokkos und in der dortigen Wüste statt. Als Kameramann fungierte wie bei Quirots Kurzfilm Jean-Paul Agostini. Für das Szenenbild zeichnete Olivier Seiler verantwortlich. Um dem Film einen französischen Look zu geben und sich damit von US-amerikanischen Science-Fiction-Film-Vorlagen zu lösen, verwendete Quirot bewusst einen Peugeot als flugfähiges Auto der Zukunft.

### Filmmusik und Veröffentlichung
Die Filmmusik steuerte Etienne Forget bei. Der Komponist, mit dem der Regisseur ebenfalls bereits für seinen Kurzfilm zusammenarbeitete, verwendete einiges aus diesem wieder. Das Soundtrack-Album mit 15 Musikstücken wurde Ende Juli 2021 von Music Box Publishing als Download veröffentlicht.
Eine erste Vorstellung erfolgte am 1. September 2020 beim Angoulême Francophone Film Festival. Mitte Oktober 2020 wurde er beim Sitges Film Festival gezeigt. Am 19. Mai 2021 kam der Film in die französischen Kinos und wurde im Juli 2021 in Cannes beim Marché du film vorgestellt. Die Vertriebsrechte im Vereinigten Königreich liegen bei Altitude, bei Eurovideo in Deutschland und bei Kinology im nordamerikanischen Raum. Am 30. September 2021 erschien der Film in Deutschland als DVD und Blu-ray. Digital ist er bereits seit dem 16. September 2021 verfügbar.

## Rezeption

### Filmgenre und Kritiken
Der Filmdienst beschreibt den Film als ein „Science-Fiction-Abenteuer, das in seinen dystopischen Plot Elemente des Road Movie und des Familiendramas mischt und dabei zwar etwas konfus bleibt, sein Szenario jedoch optisch und atmosphärisch reizvoll umsetzt.“
Laurent Cambon schreibt in AVoir ALire, einem Magazin französischer Kinokritiker, Le Dernier Voyage sei ein inspirierter Film, und in jeder Szene zeigten sich Spuren der Filme von Luc Besson. Allerdings verliere sich Romain Quirot in familiärer Sentimentalität, statt sich auf das Fantasy-Genre zu konzentrieren. Die Beziehung zwischen dem Mädchen und dem Astronauten auf der Flucht verleihe dem Film aber Rhythmus und Bedeutung. Er füge seiner Geschichte zusätzlich noch eine eindeutig politische Konnotation hinzu, wenn er von den Gründen der Zerstörung der Erde in der Zukunft erzählt.

### Auszeichnungen
Sitges Film Festival 2020
- Nominierung als Bester Film im Official Fantàstic Competition (Romain Quirot)
- Auszeichnung als Bester Spielfilm mit der Méliès d’Argent[19]